# Duncan Dokiwari
Duncan Dokiwari (n. 15 octombrie 1973, Lagos, Statul Lagos, Nigeria) este un boxer ce a reprezentat Nigeria, medaliat olimpic. A participat la o ediție a Jocurilor Olimpice (1996) în care a câștigat o medalie de bronz.

## Participări
Lista de mai jos prezintă principalele competiții la care a participat Duncan Dokiwari de-a lungul carierei.
- boxing at the 1996 Summer Olympics – super heavyweight[*]